# Diane Fleri
Diane Fleri (Quimper, 13 de julio de 1983) es una actriz francesa nacionalizada italiana.

## Carrera
Fleri nació en Quimper, Francia, de padre italiano y madre francesa.  Vivió ocho años en Jerusalén hasta el recrudecimiento de la Guerra del Golfo; trasladándose a la ciudad de Roma por seguridad.
Su carrera como actriz empezó por casualidad cuando acompañó a una amiga suya a una audición para la película Come te nessuno mai de Gabriele Muccino. Diane finalmente fue seleccionada por el director para interpretar el papel de Arianna. Tras su debut, Fleri continuó sus estudios de ciencias políticas. Más tarde se trasladó a París, donde estudió teatro. Después de aparecer en algunos episodios de series de televisión y en películas en roles inferiores, tuvo su gran oportunidad en 2007 al encarnar a Francesca en la película de Daniele Luchetti My Brother Is an Only Child.

## Filmografía seleccionada
- But Forever in My Mind (1999)
- Achille e la tartaruga (2005)
- My Brother Is an Only Child (2007)
- Solo un padre (2008)
- Il prossimo tuo (2008)
- I Am Love (2009)
- Hayfever (2010)
- L'amore fa male (2011)
- It May Be Love But It Doesn't Show (2011)
- A Flat for Three (2012)
- Nina (2012)